# Skalle
 For alternative betydninger, se Skalle (flertydig). (Se også artikler, som begynder med Skalle)
Skalle (Rutilus rutilus) er en benfisk i karpefamilien, der kan blive op til 50 centimeter lang. Den er udbredt over store dele af Europa og mod øst til floden Lena i Asien. Skallen er meget almindelig i Danmark i vandløb og søer samt i fjorde med brakvand. Fisken kendes lettest på sine røde øjne. Fra rudskalle, der også har rødlige øjne, kendes den på, at bugfinnerne udspringer lodret under rygfinnens forkant. I Danmark bliver den sjældent større end 15-20 centimeter.

## Levevis
Skallen bliver kønsmoden i en alder af tre år, hvor den måler 10-20 centimeter. Den gyder i maj og juni op til 100.000 æg, som klækker efter 4 til 10 dage. Skallen lever som regel i kanten af søer, men hvis vandet er grumset, færdes den også længere ude. Den ånder som andre fisk ved gæller og æder plankton, små bunddyr og planter.
Aborrer, gedder og fiskehejre hører til skallens naturlige fjender.